# Os Cariocas
Os Cariocas sono un gruppo musicale brasiliano di musica popolare, in attività dall'inizio degli anni quaranta.

## Storia
La formazione musicale nacque a Rio de Janeiro nel 1942, promossa da Ismael Netto che raggruppò attorno a sé il fratello Severino Filho, Ari Mesquita, Salvador e Tarqüínio, tutti e cinque amici che risiedevano nel quartiere carioca di Tijuca. Inizialmente il gruppo si limitò a intervenire a feste e spettacoli. Dopo qualche anno il quintetto affrontò alcuni rimaneggiamenti: a Ismael Netto (voce e chitarra) e a Severino Filho (seconda voce e percussioni) si aggregarono Emmanoel Furtado detto Badeco (terza voce e chitarra), Jorge Quartarone chiamato anche Quartera (quarta voce e percussioni), Waldir Viviani (quinta voce e percussioni). Il complesso musicale subì le influenze dei gruppi contemporanei Quatro Ases e Um Coringa, Bando da Lua, e Anjos do Inferno, ma a differenza dei loro concorrenti gli arrangiamenti armonici elaborati prevedevano fino a quattro-cinque voci.
Nel 1945 Os Cariocas debuttarono in un programma per esordienti, Papel carbono, raggiungendo il secondo posto al primo tentativo; comparvero in seguito altre due volte e conquistarono il primo posto in entrambe le occasioni. Nel 1946 proseguirono la loro carriera radiofonica nelle trasmissioni Um milhão de melodias, Canção romântica e Quando canta o Brasil. Allo stesso tempo registrarono il loro primo 78 giri, contenente i brani Adeus America e Nova ilusão, a cui seguirono altre incisioni, una delle quali, O último beijo, fu scelta come sigla della trasmissione Discos impossiveis. L’improvvisa scomparsa di Ismael Netto nel 1956 portò all’ingresso di Hortensia Silva, sorella di Severino Filho, per sostituire la voce acuta di Neto, a cui fu dedicato il successivo Os Cariocas a Ismael Neto. Poi il gruppo si avviò lungo una strada innovativa per la musica brasiliana incidendo Chega de saudade di Tom Jobim e Vinícius de Moraes, con la presenza di João Gilberto alla chitarra. Il successivo disco recava Criticando, di Carlos Lyra, e Foi ela di Ary Barroso. La formazione si ridusse a un quartetto quando, nel 1959, Hortensia Silva decise di lasciare.
Nel 1962 intervennero allo spettacolo O encontro in un night club di Rio, in cui si trovarono con Jobim, de Moraes e Gilberto, e assieme snocciolarono un repertorio composto dai maggiori successi di bossa nova, fra i quali Samba do avião, Samba de uma nota só, Só danço samba, Corcovado, A bênção e Garota de Ipanema. Il nuovo sound fu protagonista nelle successive registrazioni di sei LP. Negli anni sessanta si susseguirono le tournée in Argentina, Porto Rico e Stati Uniti, dove incisero l’album Introducing The Cariocas: sulla copertina del disco Quincy Jones li definiva «il primo quartetto vocale a mescolare i ritmi e le melodie della bossa nova con le armonie del jazz moderno». Appena iniziato un tour del Messico furono costretti a tornare in Patria per questioni mediche, e dopo le registrazioni di quattro trasmissioni per la TV argentina sospesero le loro attività di gruppo musicale per un periodo che si sarebbe protratto per più di vent’anni.

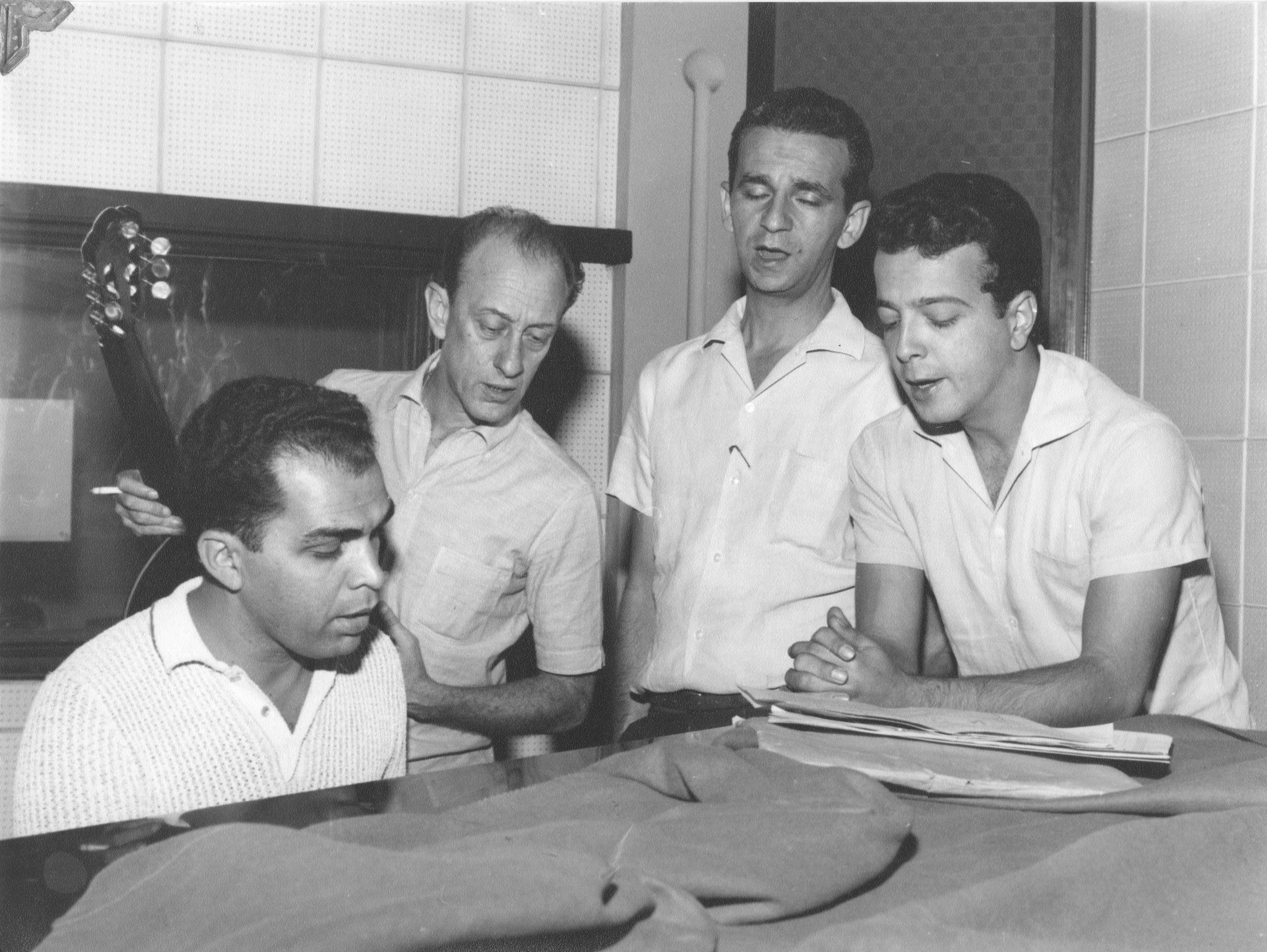
Os Cariocas: da sinistra Severino Filho, Badeco, Quartera e Luiz Roberto

Os Cariocas riemersero nell’ambiente musicale a fine 1987 per volontà di Severino Filho che volle rimettere in piedi la formazione, che col tempo subì cambiamenti nella sua composizione, mentre continuava anche nel decennio successivo a incidere e dare concerti in tutto il Brasile. A fine anni novanta Os Cariocas erano a Miami assieme a Leny Andrade, Roberto Menescal e Wanda Sá.
Del 2001 è la registrazione del disco Clássicos Cariocas, contenente brani dei più rappresentativi musicisti di bossa nova: Jobim, Vinicius de Moraes, Carlos Lyra, Marcos Valle, Roberto Menescal, Chico Buarque, Ronaldo Bôscoli. Nel 2004 il gruppo vocale fu sul palco con Johnny Alf, João Donato, Carlos Lyra, Roberto Menescal, Wanda Sá, Leny Andrade, Eliane Elias, Marcos Valle e Bossacucanova nello spettacolo Bossa nova in concert. Dopo altre incisioni in cui venivano riprese le composizioni di musicisti brasiliani, e dopo aver ricevuto il premio come miglior gruppo di Música Popular Brasileira per il CD Nossa alma canta del 2010, il gruppo partecipò nel 2012 allo spettacolo Para sempre Tom Jobim a fianco di Wanda Sá, e l’anno seguente al Rio bossa nova festival insieme a Robero Menescal e a Joyce.
Dopo la morte di Severino Filho, avvenuta nel 2016, la figlia Lucia Verissimo ha omaggiato il gruppo nel film-documentario Eu, Meu Pai E Os Cariocas - 70 ano de música no Brasil  uscito nel 2017. Nel lavoro sono raccolte la storia del gruppo e le interviste con esponenti della musica brasiliana come Angela Maria, Caetano Veloso, Carlos Lyra, Chico Buarque, Erasmo Carlos, Fafá de Belém, Gal Costa, Joyce Moreno, Zélia Duncan, Marcos Valle, Maria Bethânia, Milton Nascimento e Roberto Menescal.

## Formazioni
Nel corso della carriera ultrasessantenne, il gruppo è andato incontro a cambiamenti nella sua composizione sia per ragioni di salute, che per decessi o per avvicendamenti.
- Prima formazione amatoriale: Ismael Netto, Severino Filho, Ari Mesquita, Salvador, Tarqüínio
- Prima formazione ufficiale: Ismael Netto, Severino Filho, Badeco, Waldir Viviani, Quartera
- Seconda formazione: Hortensia Silva, Severino Filho, Badeco, Waldir Viviani, Quartera
- Terza formazione: Severino Filho, Badeco, Waldir Viviani, Quartera
- Quarta formazione: Severino Filho, Badeco, Luiz Roberto, Quartera
- Quinta formazione: Severino Filho, Badeco, Edson Bastos, Quartera
- Sesta formazione: Severino Filho, Badeco, Elói Vicente, Quartera
- Settima formazione: Severino Filho, Elói Vicente, Neil Carlos Teixeira, Quartera
- Ottava formazione: Severino Filho, Elói Vicente, Neil Carlos Teixeira, Hernane Castro[4]
- Nona formazione: Severino Filho, Fabio Luna, Elói Vicente, Neil Carlos Teixeira[5]

## Discografia
- 1957 - Os Cariocas a Ismael Netto
- 1962 - A bossa dos Cariocas
- 1963 - Mais bossa com Os Cariocas
- 1964 - A grande bossa dos Cariocas
- 1965 - Os Cariocas de quatrocentas bossas
- 1966 - Arte & vozes
- 1966 - Passaporte
- 1990 - Minha namorada
- 1992 - Reconquistar
- 1997 - A bossa brasileira
- 1997 - Amigos do rei - Tim Maia e Os Cariocas
- 2001 - Os clássicos Cariocas
- 2010 - Nossa alma canta
- 2013 - Estamos aí[6]